# Dryopteris dennstaedtioides
Dryopteris dennstaedtioides är en träjonväxtart som beskrevs av Edwin Bingham Copeland. Dryopteris dennstaedtioides ingår i släktet Dryopteris och familjen Dryopteridaceae. Inga underarter finns listade.